# Tipula coleomyia
Tipula coleomyia är en tvåvingeart som beskrevs av Alexander 1965. Tipula coleomyia ingår i släktet Tipula och familjen storharkrankar. Inga underarter finns listade i Catalogue of Life.